# 畑田亜希
畑田 亜希（はただ あき、1981年9月29日 - ）は、日本のファッションモデル。京都府出身。

## 略歴
京都市立大宅小学校、京都市立大宅中学校、華頂女子高等学校卒業。
『Popteen』『ViVi』などファッション雑誌のモデルとして活動した。

## 人物
プロサッカー選手の松井大輔は小中学校の同級生である。
2003年11月、松浦勝人と結婚。2004年3月31日に第1子女児、2006年5月30日に第2子男児、2007年10月24日に第3子女児を出産した。
2020年1月、松浦とは2016年に離婚していたと報じられた。畑田は2013年頃から子供とシンガポールで生活しており、松浦とは別居していたという。

## モデル活動

### 雑誌
- Popteen（角川春樹事務所）
- ViVi（講談社）
- SAKURA（小学館）

## 出演

### テレビドラマ
- GOOD LUCK!!（2003年、TBS） - 紀田ひろ子 役